# 岩上隼也
岩上 隼也（いわかみ しゅんや、1998年1月12日 - ）は、日本の俳優、モデル。東京都出身。ジャパン・ミュージックエンターテインメント（イー・コンセプト）所属。 

## 略歴
- 美容師に声をかけられ、サロンモデルとして活動し薦めもあって『MEN'S NON-NO』専属モデルオーディションに応募して合格[3]。

## 人物
- 趣味は服、バイク、映画、漫画、猫、銭湯、サウナ[1]。特技はスポーツ全般、書道[1]。
- 好きな食べ物はエビ、唐揚げ、味噌汁、ラーメン。

## 出演

### テレビドラマ
- W県警の悲劇 第4話（2019年8月17日、BSテレ東）
- 孤独のグルメ Season8 第7話（2019年11月16日、テレビ東京 ） - 常連客 役
- ピーナッツバターサンドウィッチ 第2話（2020年4月10日、MBS）
- いいね！光源氏くん（2020年4月4日 - 5月23日、NHK総合） - 蘭丸 役
  - いいね!光源氏くん し〜ずん2 第三絵巻（2021年6月21日、） - 蘭丸 役
- 内田康夫サスペンス 新・信濃のコロンボ（テレビ東京）  - 坂口太 役
  - 追分殺人事件（2020年6月8日）
  - 北国街道殺人事件（2021年8月23日）
- おじさんはカワイイものがお好き。第3話（2020年8月27日、読売テレビ）
- アノニマス～警視庁”指殺人”対策室～ 第6話（2021年3月1日、テレビ東京） - 荒井慶太 役
- 理想のオトコ（2021年4月8日 - 5月27日、テレビ東京） -  神田 役
- 刑事7人 シーズン7 第5話（2021年8月18日、テレビ朝日） ‐ 永川伸之 役
- オールドルーキー 第4話（2022年7月24日、TBS） - 小泉賢介 役

### 映画
- スマホを落としただけなのに 囚われの殺人鬼（2020年2月21日公開、東宝）

### 劇場アニメ
- 劇場版ONE PIECE STAMPEDE (2019年8月9日、東映) - クロッキー[4] 役

### 舞台
- フラガール -dance for smile-（2019年10月18日 - 27日、東京：日本青年館 / 11月2日 - 4日、大阪：サンケイホールブリーゼ）
- 飛龍伝2020（2020年1月30日 - 2月12日、新国立劇場中劇場 / 2020年2月22日 - 24日、COOL JAPAN PARK OSAKA TTホール）
- フラガール -dance for smile-（2021年4月3日 - 4月12日、Bunkamura シアターコクーン）

### 配信ドラマ
- 今夜、わたしはカラダで恋をする。Season2 第1話「セフレでもいいから。」（2023年2月4日〈予定〉、ABEMA） - 長谷川稜 役[5]

### 雑誌
- MEN'S NON-NO（2016年 - 、集英社） - 専属モデル

### PV
- The Songbards「窓に射す光のように」(2020年)
- The Songbards「夏の重力」(2020年)

### CM
- よつ葉乳業「クリーム仕立てよつ葉カフェオレ・ほうじ茶オレ」オレの話を聞いてほしい。編（2021年）